# I Paralyze
I Paralyze je sedmnácté studiové album zpěvačky a herečky Cher, vydané v květnu roku 1982 u Columbia Records.

## O Albu
Album bylo nahráno a vydáno v roce 1982 pro Columbia Records, její jediné album pro tuto společnost. Desku produkovali John Farrar a David Wolfert, poprvé také spolupracovala s producentem a autorem Desmond Child.
Objevuje se tu spoustu hudebních stylů - rock z období desky Black Rose ve "Walk With Me", "The Book of Love" nebo "Rudy", new wave zvuk v "I Paralyze", balady jako "When the Love is Gone" a "Do I Ever Cross Your Mind?" a nakonec starý osmdesátkový styl v "Back On the Street Again" a "Games".
"Rudy" je coververze od francouzské zpěvačky Dalidy pod názvem "Quand je n'aime plus, je m'en vais".
Hudební vydavatelství se o album příliš nestaralo, Cher vystoupila desku propagovat pouze ve dvou televizních pořadech - Solid Gold a American Bandstand - kde zazpívala píseň I Paralyze. Zřejmě i proto se album nikde neumístilo a propadlo. Ani kritika nebrala album vážně. Název alba byl často z legrace zaměňován za "I'm Paralyzed".
I přes veškerý komerční a kritický neúspěch, Cher byla z nahrávky nadšená. Po albech Stars a Two The Hard Way (s jejím bývalým manželem Greggen Allmanem) to byla, jak řekla Andymu Warholovi, „jediná z mých věcí, na kterou jsem doopravdy pyšná“. V pořadu Behind The Scenes v roce 1999 zmínila, že píseň "I Paralyze" je jedna z jejích nejoblíbenějších a že by jí ráda jednou nahrála znovu.
Album bylo poprvé vydáno a kompaktním disku v roce 1989 u The Entertainment Company, Columbia Records and CBS Records International. Poté, o deset let později u společnosti The Varèse Sarabande. V roce 2016 bylo znovu remasterováno a opětovně vydáno na CD.
Píseň "Rudy" byla v roce 2003 zařazena mezi 42 skladeb na 2CD výběr největších hitů The Very Best Of Cher.

### Singly
Z alba vzešly dva singly - "Rudy" a "I Paralyze". Žádný z nich se však nikde neumístil, možná i proto, že k nim nebyly natočeny doprovodné videoklipy, které v té době startovaly a zažívaly boom. Cher alespoň druhý singl "I Paralyze" propagovala vystoupeními v pořadech American Bandstand a Solid Gold, ale ani to mu nijak nepomohlo.

## Seznam skladeb
| Pořadí | Název                     | Autor                                                                                           | Délka |
| ------ | ------------------------- | ----------------------------------------------------------------------------------------------- | ----- |
| 1.     | Rudy                      | Jacques Morali, Henri Belolo, Fergie Frederiksen, Howie Epstein, Jimmy Hunter, Mark Maierhoffer | 3:54  |
| 2.     | Games                     | Andrea Farber, Vince Melamed                                                                    | 3:57  |
| 3.     | I Paralyze                | John Farrar, Steve Kipner                                                                       | 3:49  |
| 4.     | When The Love Is Gone     | Desmond Child                                                                                   | 4:04  |
| 5.     | Say What's on Your Mind   | J. Gottschalk                                                                                   | 3:32  |
| 6.     | Back On The Street Again  | Dominic King, Frank Musker, John Waite                                                          | 3:19  |
| 7.     | Walk With Me              | Desmond Child, David Wolfert                                                                    | 3:32  |
| 8.     | The Book Of Love          | Desmond Child, David Wolfert                                                                    | 3:23  |
| 9.     | Do I Ever Cross Your Mind | Dorsey Burnett, Michael Smotherman                                                              | 4:13  |